# Adventure Time: Esplora i sotterranei perché... ma che ne so!
Adventure Time: Esplora i sotterranei perché... ma che ne so! (Adventure Time: Explore the Dungeon Because I Don't Know!) è un videogioco sviluppato da WayForward Technologies con il supporto di Pendleton Ward sotto il permesso della Cartoon Network Interactive.
È stato pubblicato nel 2013 da D3 Publisher e da Namco Bandai Games per Microsoft Windows, PlayStation 3, Xbox 360, Wii U e Nintendo 3DS.
È il secondo videogioco ufficiale basato sulla serie televisiva statunitense Adventure Time dopo il videogioco del 2012 Adventure Time: Hey Ice King! Why'd You Steal Our Garbage?!, pubblicato solo in Nord America.

## Trama
Principessa Gommarosa chiede al protagonista (scelto dal player all'inizio del gioco) di esplorare le prigioni reali del Regno di Dolcelandia, poiché alcuni prigionieri sono riusciti inspiegabilmente a evadervi.

## Personaggi giocabili
Nella versione standard del videogioco i personaggi giocabili iniziali sono Finn, Jake, Marceline e Cannello. A questi si aggiungono altri quattro personaggi sbloccabili andando avanti nel gioco: Re Ghiaccio, Principessa Fiamma, Principessa dello Spazio Bitorzolo e Conte Limoncello. Nella versione Steam sono disponibili anche i personaggi Maggiormenta, Gunter e il Re di Marte. Gli ultimi due sono stati successivamente resi disponibili tramite DLC anche per le console e Microsoft Windows.

## Accoglienza
Il videogioco ha avuto perlopiù un riscontro negativo da parte della critica, a causa della ripetitività del gameplay e della mancanza di originalità nella storia e nella caratterizzazione dei personaggi.